# Ora (ziar)
Ora a fost un ziar din România.